# Liste von Sakralbauten in Lüdenscheid
Die Liste von Sakralbauten in Lüdenscheid verzeichnet Kirchengebäude und sonstiges Sakralbauten in Lüdenscheid, Märkischer Kreis.

## Geschichte
Das südliche märkische Sauerland wurde spätestens bis zum 9. Jahrhundert christianisiert. Es wird jedoch auch angenommen, dass dies bereits nach dem 4. Jahrhundert geschehen sein kann, infolge der Nachfrage nach sauerländischen Eisenprodukten im Raum Köln. Bis zur Reformationszeit war Lüdenscheid Sitz eines großen Dekanates, das bis nach Schwelm reichte.
Zwischen 1563 und 1578 führte die Stadt die Reformation ein und war bis Ende des 17. Jahrhunderts rein lutherisch. Um die Wende vom 17. zum 18. Jahrhundert entstand durch Zuwanderung eine kleine reformierte Gemeinde, welche ab 1705 die Kreuzkapelle im Bereich des heutigen Sternplatzes für ihre Gottesdienste nutzen durfte. Noch einmal knapp hundert Jahre dauerte es dann, bis sich ebenfalls durch Zuwanderung und im Zeichen der preußischen Toleranzpolitik wieder eine kleine katholische Gemeinde formierte. Seit 1795 strebte sie die Einrichtung eines eigenen Bethauses an. Erst 1827 konnte sie die Kreuzkapelle erwerben, wobei der größte Teil der Kaufsumme von evangelischen Lüdenscheidern zur Verfügung gestellt wurde. Bereits 1822 waren die lutherische und die reformierte Gemeinde im Zeichen der altpreußischen Union vereint worden.
In noch stärkerem Maße als zuvor wurde die konfessionelle Zusammensetzung Lüdenscheids seit der industriellen Revolution durch Zuwanderung geprägt: Der Anteil katholischer Christen stieg, außerdem entstanden in den letzten Jahrzehnten eine griechisch-orthodoxe Gemeinde und muslimische Gemeinschaften. All dies wird im örtlichen Bestand an Kirchen und Gotteshäusern widergespiegelt.
Lüdenscheid gilt noch immer als ein Zentrum evangelischer Frömmigkeit. Jochen Bohl, Landesbischof der traditionsreichen Ev.-Luth. Landeskirche Sachsens, ist gebürtiger Lüdenscheider (Vikariat in der Brüninghauser Kirche). Vor Ort wirkte etwa der pietistische und evangelikale Theologe Paul Deitenbeck. Leiter der „Freien Christlichen Jugendgemeinschaft“ (FCJG), einer charismatischen Gruppierung, ist der bekannte und teilweise umstrittene Prediger und sogenannte Evangelist Walter Heidenreich. Auch Jürgen Werth, Direktor des sog. Evangeliums-Rundfunks und einige Jahre Vorsitzender der Deutschen Evangelischen Allianz, stammt aus Lüdenscheid. 
Bis zur Verfolgung durch die Nationalsozialisten besaß Lüdenscheid auch eine jüdische Gemeinde. Ihre Versammlungsräume befanden sich im Bereich des heutigen Graf-Engelbert-Platzes. Eindrucksvolles Zeugnis dieses Kapitels der Stadtgeschichte ist der jüdische Friedhof Am Ramsberg. In der letzten Nachkriegszeit wurde er vom jetzigen Gelände der AOK an der Knapper Straße hierher verlegt; erhalten blieben viele historische Grabmale jüdischer Lüdenscheider.

## Evangelische Kirchen
(Evangelische Kirche von Westfalen)
| Bild                                                    | Kirche, Lage                                            | Gemeinde                | Beschreibung |
| ------------------------------------------------------- | ------------------------------------------------------- | ----------------------- | --- |
|                                                         | Apostelkirche Bierbaum, Kirchstr.                       | Versöhnungsgemeinde     | Moderner Neubau der letzten Nachkriegszeit, 1958–1959, Architekt Hans Matthies/Lüdenscheid; mit kampanileartigem seitlichem Kirchturm, Zentrum der Neubausiedlung Bierbaum aus den 1950er Jahren und an ihrem höchsten Punkt gelegen |
| Auferstehungskirche mit Gemeindezentrum von Westen      | Auferstehungskirche, Höher Weg 8                        | Versöhnungsgemeinde     | Neubau von 1954 bis 1956, Architekt Hans Meißner/Lüdenscheid; 33 m hoher kampanileartiger Kirchturm; Sgraffito „Emmausjünger“ am Nordgiebel des Kirchenschiffes; Buntglasfenster; teilweise erhaltene originale Innenausstattung; bemerkenswerter, qualitativ hochwertiger Bau der 1950er Jahre, errichtet für den seinerzeit stark erweiterten Stadtteil Höh. Die Kirche wird seit 2016 nicht mehr kirchlich genutzt.                            |
| Evangelische Kirche                                     | Brüninghauser Kirche, Versestr. 31                      | Brüninghausen           | Jugendstilbau von 1912 des Regierungsbaumeisters Dr. Liemke, gewölbter Saal mit Emporenanbau, ortsbildprägender Seitenturm (gestufter Pyramidenhelm), Baudenkmal |
| Christuskirche, Ansicht mit Turm von der Knapper Straße | Christuskirche, Knapper Str. 56                         | Christuskirchengemeinde | Neugotische Kirche mit stadtbildprägendem hohen Turm und größtes Gotteshaus im Märkischen Kreis, Architekt Gerhard August Fischer/Barmen, Weihe 1902 (Baudenkmal) |
|                                                         | Erlöserkirche, Kirchplatz 11                            | Versöhnungsgemeinde     | Ältestes Gotteshaus Lüdenscheids und Zentrum der Altstadt (Baudenkmal), Turm romanischen Ursprungs mit spätbarockem Helm, klassizistisches Kirchenschiff |
|                                                         | Gemeindezentrum Rathmecke-Dickenberg, Rathmecker Weg 32 | Oberrahmede             | Neubau für die Neubaugebiete Rathmecke und Dickenberg |
| Ev. Johanneskirche                                      | Johanneskirche, Lärchenweg 13                           | Johanneskirchengemeinde | Neubau im Stil der Moderne mit kubischem Kirchturm |
| Lösenbacher Kirche, gegenwärtiger Zustand               | Kirche/Gemeindezentrum Lösenbach, Schubertstr. 3        | Brügge                  | |
| Kirche Oberrahmede mit Talbrücke Rahmede der A45        | Kirche Oberrahmede, Im Grund 6                          | Oberrahmede             | neugotische Saalkirche von 1890 vom Typ einer preußischen Normalkirche, Nordostturm mit achtseitiger Pyramidenhaube, markantes, stilistisch einheitliches Ensemble aus Kirche, Pfarrhaus, ehem. Konfirmandensaal und Kirchhof, Baudenkmal. |
| Lüdenscheid, Kirchturm der Ev. Kreuzkirche              | Kreuzkirche, Worthstr. 51                               | Kreuzkirchengemeinde    | Erster Kirchenneubau Lüdenscheids nach dem Zweiten Weltkrieg, relativ konservative Gestaltung, stadtbildprägender seitlicher Kirchturm mit Galerie und großem aufgesetztem Kreuz; Benachbart findet sich ein späterer größerer Neubau des Kirchenschiffes, die Alte Kirche wurde seinerzeit zum Gemeindezentrum umfunktioniert. Nach Findung von Bauschäden ist sie einschließlich des den Stadtteil prägenden Kirchturms 2016 abgerissen worden. |
| Kreuzkirche Brügge mit Gemeindehaus                     | Kreuzkirche Brügge, Halverstr. 1                        | Brügge                  | Neugotische Emporenkirche von 1899 des Architekten Gerhard August Fischer (Barmen), seitlicher Turm mit polygonalem Spitzhelm, ehem. lutherischer Kanzelaltar nicht mehr vorhanden, markante ortsbildprägende Architektur aus Bruchstein (Baudenkmal) |
| Lüdenscheid-Wehberg, Markuskirche                       | Markuskirche, Breitenfeld 62                            | Christuskirchengemeinde | Neubau für das Neubaugebiet Wehberg |

## Römisch-katholische Kirchen
(Bistum Essen, Pfarrei St. Medardus)
| Bild                                        | Kirche, Lage                                                | Beschreibung |
| ------------------------------------------- | ----------------------------------------------------------- | --- |
| Lüdenscheid, Kath. Kirche Maria Königin     | Maria Königin, Schättekopf 7                                | Neubau der letzten Nachkriegszeit mit stadtbildprägendem kubischem Kirchturm, markante Lage auf dem Schättekopf nördlich der Innenstadt |
| Lüdenscheid-Brügge, Kath. Kirche St. Paulus | St. Paulus, Parkstr. 245                                    | Neubarocke Saalkirche von 1925/26 des Architekten Wiehl, Hagen; großer Westturm mit Welscher Haube, Konsekration 1927 (Baudenkmal)      |
| St. Josef und Medardus (Aufnahme 2006)      | St. Joseph und Medardus, Jockuschstr. 12 / Sauerfelder Str. | Stadtbildprägender neugotischer Backsteinbau mit hohem expressionistischen Turm (Baudenkmal)                                            |
| St. Petrus und Paulus (Dezember 2009)       | St. Petrus und Paulus, Honseler Str. 68                     | Zunächst als „Holzkirche“ bekannt gewordene Behelfskirche der letzten Nachkriegszeit im Neubaugebiet Honsel, später massiver Neubau     |

## Weitere christliche Gotteshäuser und Versammlungsstätten
Die folgende Liste stellt lediglich eine Auswahl dar.
- Baptistische Friedenskirche (Ev. Freikirchliche Gemeinde Lüdenscheid), Berliner Str. 14
- Christliche Gemeinde Lüdenscheid, Gemeinde der Brüderbewegung, Eduardstr. 5
- Christliches Vereinshaus Immanuel („Blaues Kreuz“), Verein („Philadelphia“), Werdohler Straße 58
- CVJM-Jugendheim (CVJM Lüdenscheid-West e. V.), Mathildenstr. 30
- Freie christliche Jugendgemeinschaft (FCJG), Haus Wiedenhof, ein wichtiges Zentrum der charismatischen Bewegung, Bahnhofstr. 22
- Freie evangelische Gemeinde (FeG) Lüdenscheid, Börsenstr. 4–8
- Griechisch-orthodoxe Kirche Agios Nektarios, repräsentativer Neubau der 1990er Jahre, reiche Ausstattung mit Ikonostase und Ikonen von 1996, weithin hörbares orthodoxes Geläut, Sedanstr.
- Neuapostolische Kirche Brügge, Am Langen Acker 11
- Neuapostolische Kirche Lüdenscheid-Mitte, Am Ramsberg 7
- Zeugen Jehovas, Lösenbacher Landstr. 186

Ferner gibt es in Lüdenscheid eine Adventgemeinde.

## Islam
- Alevitisches Gemeindezentrum, Am Grünewald 2b
- Islamisches Kulturzentrum, Marokkanische Moschee, Sedanstr. 13
- Islamisches Kulturzentrum, Worthstr. 4
- Türkisch-islamischer Kulturverein, Am Lehmberg 7

## Judentum
In Lüdenscheid gibt es einen alten jüdischen Friedhof und den neuen jüdischen Friedhof „Am Ramsberg“. Es gab zwischenzeitlich einen jüdischen Betsaal im Bereich des heutigen Graf-Engelbert-Platzes. Als nächstgelegene Synagoge wurde die Synagoge in Hagen aufgesucht.